# Chrysogrammitis glandulosa
Chrysogrammitis es un género monotípico de helechos perteneciente a la familia  Polypodiaceae. Su única especie: Chrysogrammitis glandulosa , es originaria de China.

## Descripción
Estípite de 2-8 mm, con pelos densos, simples y bifurcadas glandulares de 0,1-0,2 mm. Lámina lineal a estrechamente elíptica, de 3-10 × 0,6 a 10 mm, atenuada la base, ápice agudo; pinnas inclinadas o ampliamente ascendentes; pinnas más largas oblongas a triangulares, de 4-7 × 2-2,5 mm, decurrente sobre el margen basiscópico en la base, lóbulos, acuminados a agudos en el ápice; lóbulos 1-3 pares de pinnas más largos, lóbulos más largos 0,8-1,6 × 0,3-0,8 mm; raquis prominente en ambos lados, de color marrón oscuro o marrón; Costa y venas oscuro, pero visible con luz transmitida; pelos similares a los de estípite en todas partes de la lámina, de vez en cuando a la dispersa en la superficie abaxial, de vez en cuando a escasa o ausente en la superficie adaxial y el margen. Soro orbicular  o ligeramente ovalado, con 1-3 por fila en pinnas más largas, 1 por lóbulo.

## Distribución y hábitat
Se encuentra en los troncos de árboles cubiertos de musgo en densos bosques húmedos de montaña; a una altitud de 1400-1800 metros en Taiwán (Hualian, Pingdong, Taidong) Borneo, Indonesia, Malasia, Filipinas, Sri Lanka].

## Taxonomía
Chrysogrammitis glandulosa fue descrito por (J.Sm.) Parris y publicado en Kew Bulletin 53(4): 912. 1998.
Sinonimia
- Ctenopteris glandulosa J. Sm.
- Ctenopteris papillata (Alderw.) Parris
- Ctenopteris subcorticola Tagawa
- Polypodium corticolum C. Chr.
- Polypodium merrittii var. poense Copel.
- Polypodium papillatum Alderw.
- Polypodium schefferi Alderw.[3]